# معادلة سكوما-هاتوري
معادلة سكوما-هاتوري هي نموذج رياضي للتنبؤ بكمية الإشعاع الحراري أو التدفق الإشعاعي أو الطاقة الإشعاعية المنبعثة من الجسم الأسود المثالي أو التي يتلقاها كاشف الإشعاع الحراري.

## التاريخ
اقترحت معادلة سكوما-هاتوري لأول مرة من قبل فوميهيرو ساكوما وأكيرا أونو وسوسومو هاتوري في عام 1982. في عام 1996، بحثت دراسة في فائدة الأشكال المختلفة لمعادلة سكوما-هاتوري. أظهرت هذه الدراسة أن نموذج بلانك يوفر أفضل ملاءمة لمعظم التطبيقات. أجريت هذه الدراسة على 10 أشكال مختلفة من معادلة سكوما-هاتوري لا تحتوي على أكثر من ثلاثة متغيرات ملائمة. في عام 2008، أوصى BIPM CCT-WG5 باستخدامه لميزانيات عدم التيقن من قياس الحرارة الإشعاعي التي تقل عن 960 °C.

## الصيغة العامة
تعطي معادلة سكوما-هاتوري الإشارة الكهرومغناطيسية من الإشعاع الحراري بناءً على درجة حرارة الجسم. يمكن أن تكون الإشارة عبارة عن تدفق كهرومغناطيسي أو إشارة ينتجها كاشف يقيس هذا الإشعاع. تم اقتراح أنه أسفل النقطة الفضية، يتم استخدام طريقة باستخدام معادلة سكوما-هاتوري. في شكله العام يبدو مثل
{\displaystyle S(T)={\frac {C}{\exp \left({\frac {c_{2}}{\lambda _{x}T}}\right)-1}},}
حيث:
| {\displaystyle C}            | معامل عددي                                            |
| {\displaystyle c_{2}}        | ثابت الإشعاع الثاني (0.014387752 m⋅K)                 |
| {\displaystyle \lambda _{x}} | الطول الموجي الفعال المعتمد على درجة الحرارة بالأمتار |
| {\displaystyle T}            | درجة الحرارة بالكلفن                                  |